# Roosia
Roosia (лат.) — род суккулентных растений семейства Аизовые (Aizoaceae), подсемейства Ruschioideae, произрастающий на территории Капской провинции Южно-Африканской Республики.

## Название
Род Roosia был установлен в британском журнале Succulent Journal Bradleya в 2017 году. Этот род был создан из двух видов: Roosia grahambeckii и Roosia lucilleae. Предварительно эти виды относились к роду Esterhuysenia. Однако выявленные различия в характеристиках вегетативных частей, цветения и плодовых коробок позволили перевести их в новосозданный род Roosia. Название рода было выбрано в честь Карен Роос (Karen Roos), владелицы фермы Babylonstoren, расположенной недалеко от Паарла в долине Дракенштайн (Drakenstein Valley). Карен поддерживала исследования южноафриканских суккулентов, произрастающих на скалах, что послужило одним из стимулов для создания этого рода. Название также отсылает к розовым цветкам растений (roos — «розовый» на языке африкаанс).

## Таксономия
Roosia van Jaarsv., первое упоминание в Bradleya 35: 150. (2017).

### Виды
Согласно данным сайта WFO Plantlist на июнь 2023 года, род состоит из 2 видов:
- Roosia grahambeckii (van Jaarsv.) van Jaarsv.
- Roosia lucilleae (van Jaarsv.) van Jaarsv. — произрастает исключительно на отвесных скалах из кварцитового песчаника в центре Южной Африки, где происходят зимние дожди. Это маленький ветвистый кустарниковый суккулент с листьями, который легко узнаваем по крупным розовым цветкам с раздвоенными узкими лепестками и плодовыми коробочками без клеточных крышек, а также по семенам, распространяемым ветром. Цветочные лепестки некоторое время сохраняют свою форму, приобретая сходство с насадкой швабры[2].